# 1915 у літературі

## Нагороди
- Нобелівська премія з літератури — Ромен Роллан, «за високий ідеалізм літературних творів, за співчуття та любов до істини».

### Франція
- Ґонкурівська премія — Рене Бенжамен, «Ґаспар».

## Народились
- 7 квітня — Генрі Каттнер, американський письменник-фантастика, майстер гумористичного розповіді.
- 10 червня — Сол Беллоу, американський письменник, лауреат Нобелівської премії з літератури 1976 року.
- 17 жовтня — Артур Міллер, американський драматург.

## Померли
- 13 березня — Костянтин Васильович Іванов, чуваський поет, класик чуваської літератури.
- 30 квітня — Ніко Ломоурі — грузинський письменник та поет.

## Нові книжки
- Франц Кафка — Перевтілення.
- «Долина жаху» — повість Артура Конана Дойля.